# پلکترانتوس
پلکترانتوس (نام علمی: Plectranthus) نام یک سرده از خانواده نعنائیان است.